# Calluga miantosoma
Calluga miantosoma là một loài bướm đêm trong họ Geometridae.